# Anaea psammis
Anaea psammis är en fjärilsart som beskrevs av Felder 1866. Anaea psammis ingår i släktet Anaea och familjen praktfjärilar. Inga underarter finns listade i Catalogue of Life.